# 북구 을 (대구)
북구 을은 대한민국의 국회의원 선거구이다. 대구광역시 북구 일부를 관할한다. 현 지역구 국회의원은 국민의힘의 김승수이다.

## 역사
1996년 대한민국 제15대 국회의원 선거를 앞두고 북구에서 독립되면서 신설되었다. 신설 당시 복현동, 검단동, 무태조야동, 노곡동, 칠곡동, 관음동, 태전동이 북구 을로 묶였으며, 나머지 지역들은 북구 갑이 되었다. 
2016년 대한민국 제20대 국회의원 선거를 앞두고 복현동을 북구 갑으로 넘겼다.

## 관할 구역
| 대수        | 관할 구역                                                                                                   |
| ----------- | --- |
| 15대        | 북구 복현1동, 복현2동, 검단동, 무태동, 조야동, 노곡동, 칠곡1동, 칠곡2동, 칠곡3동, 관음동, 태전동            |
| 16대        | 북구 복현1동, 복현2동, 검단동, 무태조야동, 칠곡1동, 칠곡2동, 칠곡3동, 관음동, 태전동                        |
| 17대 ~ 18대 | 북구 복현1동, 복현2동, 검단동, 무태조야동, 관문동, 태전1동, 태전2동, 구암동, 관음동, 읍내동, 동천동         |
| 19대        | 북구 복현1동, 복현2동, 검단동, 무태조야동, 관문동, 태전1동, 태전2동, 구암동, 관음동, 읍내동, 동천동, 국우동 |
| 20대 ~ 현재 | 북구 무태조야동, 관문동, 태전1동, 태전2동, 구암동, 관음동, 읍내동, 동천동, 국우동                           |

## 역대 국회의원
| 선거   | 정당 | 정당         | 의원   |
| ------ | ---- | ------------ | ------ |
| 1996년 |      | 자유민주연합 | 안택수 |
| 2000년 |      | 한나라당     | 안택수 |
| 2004년 |      | 한나라당     | 안택수 |
| 2008년 |      | 한나라당     | 서상기 |
| 2012년 |      | 새누리당     | 서상기 |
| 2016년 |      | 무소속       | 홍의락 |
| 2020년 |      | 미래통합당   | 김승수 |
| 2024년 |      | 국민의힘     | 김승수 |

## 역대 선거 결과

### 대한민국 제15대 국회의원 선거
|  | 33.54% |

|  | 30.04% |

|  | 11.04% |

|  | 10.44% |

|  | 7.88% |

|  | 3.99% |

|  | 3.04% |

### 대한민국 제16대 국회의원 선거
|  | 66.68% |

|  | 12.00% |

|  | 11.20% |

|  | 5.18% |

|  | 3.08% |

|  | 1.82% |

### 대한민국 제17대 국회의원 선거
|  | 58.71% |

|  | 34.60% |

|  | 4.54% |

|  | 1.24% |

|  | 0.48% |

|  | 0.40% |

### 대한민국 제18대 국회의원 선거
|  | 86.29% |

|  | 13.70% |

### 대한민국 제19대 국회의원 선거
|  | 58.57% |

|  | 24.16% |

|  | 15.11% |

|  | 2.15% |

### 대한민국 제20대 국회의원 선거
|  | 52.33% |

|  | 39.04% |

|  | 8.13% |

|  | 0.49% |

### 대한민국 제21대 국회의원 선거
|  | 61.68% |

|  | 33.54% |

|  | 3.95% |

|  | 0.81% |

### 대한민국 제22대 국회의원 선거
|  | 67.86% |

|  | 25.47% |

|  | 5.07% |

|  | 1.58% |